# Der Mond und andere Liebhaber
Der Mond und andere Liebhaber ist eine deutsche Tragikomödie von Bernd Böhlich aus dem Jahre 2008.

## Handlung
Der Film erzählt die Geschichte der Hanna Lottner, einer von vielen Schicksalsschlägen getroffenen Frau, auf der Suche nach dem Gefühl, am Leben zu sein. Sie begegnet ihrer großen Liebe – Gansar, einem gebundenen Mann aus Kaschmir – und stürzt sich in eine Affäre.

## Kritiken
Die ersten Kritiken zum Film waren gespalten und insgesamt weniger positiv als zu Böhlichs vorhergehenden Film Du bist nicht allein. Die schauspielerische Leistung von Katharina Thalbach, die schon Hauptdarstellerin in Du bist nicht allein war, wurde auch diesmal positiv herausgehoben. Die Leistung von Fritzi Haberlandt, die eine Nebenfigur darstellt, wurde kritischer bewertet.

„Böhlich versucht den Spagat zwischen märchenhafter Parabel – der Suche nach der großen Liebe – und einem aktuellen Sozialdrama. Das erweist sich aber als unmöglich. Zumindest Freunde des Ost-Rocks kommen auf ihre Kosten. Denn die Filmmusik ist von der Band Silly, die in einer Szene auch auftritt. Mit dem Gitarristen Uwe Hassbecker darf Thalbach sogar ein bisschen kuscheln.“

## Sonstiges
- Der Soundtrack zum Film stammt von Silly.
- Viele Szenen des Films wurden im thüringischen Altenburg gedreht. Aus diesem Anlass fand die Premiere am 20. Juli 2008 auch im Capitol-Kino der Stadt in Anwesenheit der Hauptdarstellerin und des Regisseurs sowie von Rüdiger Barton und Uwe Hassbecker (Silly) statt.